# Leen van Zandvliet
Leen van Zandvliet, né le 2 janvier 1889 à Oud-Beijerland et mort le 14 avril 1948, est un tabatier, matelot et comptable néerlandais devenu dirigeant de football, qui a dirigé le Feyenoord Rotterdam de 1911 à 1918, puis de 1925 à 1939. Il est surtout connu pour avoir été l'investigateur de la construction du Feyenoord Stadion dans les années 1930.

## Biographie

### Carrière
D'abord ouvrier dans l'industrie du tabac, matelot et enfin comptable, Leen van Zandvliet remplace Piet van Bennekum au poste de secrétaire au sein du club de football de RVV Celeritas le 1er avril 1911. Il est ensuite élu président du même club le 8 août 1911. Il reste président de ce club, qui dès 1912 prend le nom de RVV Feijenoord, jusqu'en 1918.
Il est à nouveau nommé président de Feyenoord le 5 août 1925.

### Construction du stade de Feyenoord
Le 20 avril 1931, Leen van Zandvliet parle à la presse de son projet de construire un nouveau stade pour Feyenoord en remplacement de l'actuel De Kromme Zandweg. En mars 1934, il est question de construire un stade construit en fer avec une capacité de 30-35 000 places dont 9 000 seraient assises, un projet validé par les membres du club. Le projet de nouveau stade devenant une affaire locale importante dans laquelle la mairie de Rotterdam s'implique, on congédie le premier architecte et sont nommés responsables du projet Leendert van der Vlugt et Johannes Brinkman, les architectes de l'usine Van Nelle, que les dirigeants de Feyenoord apprécient grandement. Lors du premier entretient avec les architectes, Leen van Zandvliet leur confie qu'il aurait fait un rêve d'un stade à deux étages suspendus. Lors d'un voyage à Londres en mai 1934, pour étudier les différentes possibilités de stade, Leen van Zandvliet est séduit par la nouvelle tribune ouest d'Highbuy, construite deux ans plus tôt, qui correspond à son rêve.